# Mons André
Mons André är ett berg på månen. Det ligger på månens baksida, från jorden sett, precis väster om Mons Ardeshir. Berget har en diameter av 10 kilometer. Det har fått sitt namn efter det franska mansnamnet André.
Koordinater är 5,2 N 120,6 Ö. Eftersom den östliga koordinaten är högre än 90, ligger berget på månens frånsida, från jorden sett.